# Jeans

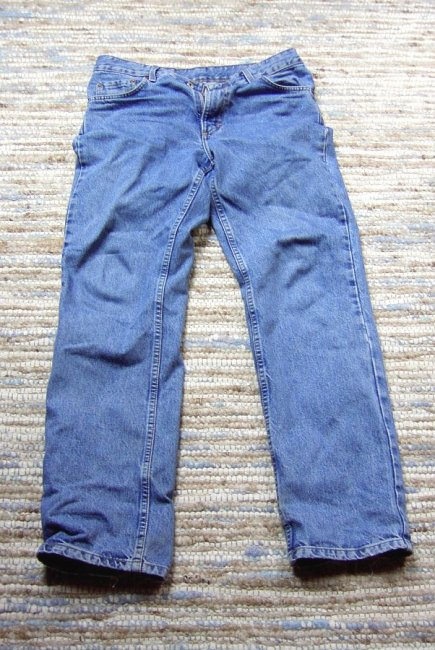
Blue Jeans mit breiter Naht auf der Beininnenseite

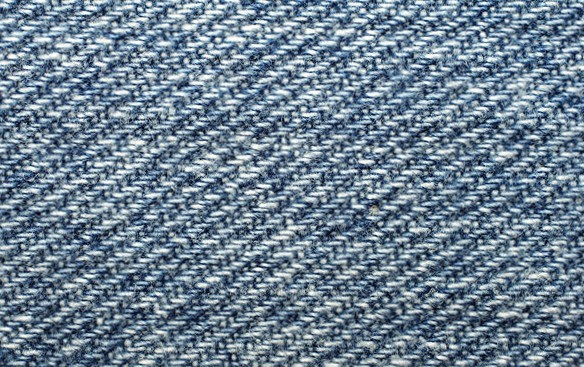
Stoffstruktur von Jeans

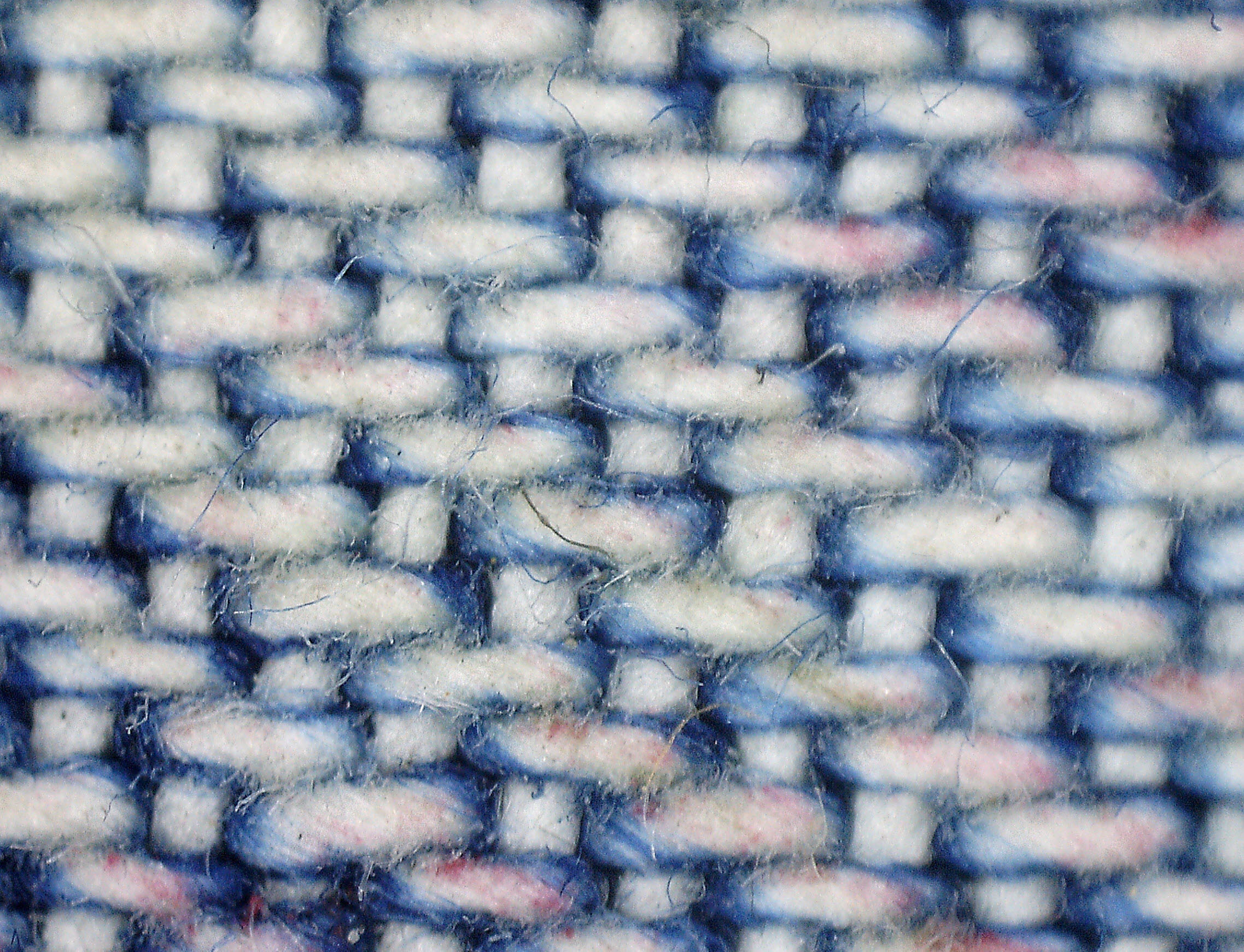
Alter Jeansstoff (vergrößert)

Die Jeans [dʒiːns] (Pl., auch Sg.; österr. Jean, seltener Nietenhose, in der DDR Niethose) ist eine Hose, die gewöhnlich aus einem robusten blauen köperbindigen Baumwollstoff, dem Denim, hergestellt wird.

## Geschichte

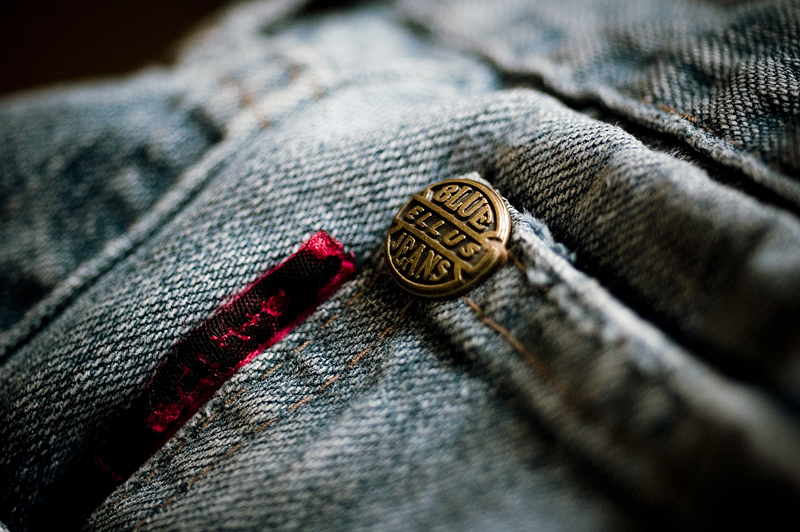
Nieten zur Verstärkung der Taschen sind ein charakteristisches Merkmal von Jeans.

Strukturformel von Indigo – verantwortlich für die blaue Farbe der Jeans

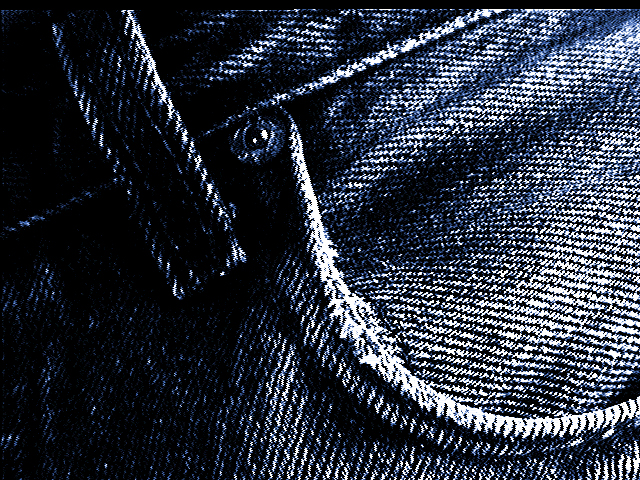
Schnittform von Blue Jeans (mit Nieten)

Der Begriff Jeans taucht erstmals 1795 auf, als der Schweizer Bankier Jean-Gabriel Eynard und sein Bruder Jacques nach Genua reisten und bald ein florierendes Handelsunternehmen leiteten. Im Jahr 1800 marschierten die Truppen von André Masséna in die Stadt ein, und Jean-Gabriel wurde mit deren Versorgung betraut. Er stattete sie mit Uniformen aus blauem Stoff aus, dem Bleu de Génés, von dem später Blue Jeans abgeleitet wurde.
Der Händler Levi Strauss verkaufte Güter des täglichen Bedarfs für die Goldgräber in San Francisco. Als Großhändler vertrieb er „Duck Pants“ aus Segeltuch, die irgendwann wegen fehlender Rentabilität aus dem Sortiment genommen wurden und die fälschlicherweise für einen Vorgänger der Jeans gehalten werden. Es handelte sich jedoch nur um ein anderes Produkt im Sortiment des Levi Strauss. Die Idee, die Nähte von Hosen mit Nieten zu verstärken, hatte der Schneider Jacob Davis. Da er nicht das Geld hatte, um ein Patent anzumelden, wandte er sich an Levi Strauss.
1872 wurden zum ersten Mal die Ecken der Hosentaschen mit Nieten verstärkt. Patentiert wurde die Hose am 20. Mai 1873. Inhaber des Patents waren Strauss und Davis gemeinsam. Später wurde das braune Segeltuch durch den mit Indigo gefärbten blauen Baumwollstoff Denim abgelöst und die Jeans mit orangefarbenen Nähten und Nieten verstärkt und verziert. Schon früh wurde von der ursprünglichen Leinwandbindung auf die elastischere Köperbindung gewechselt, die bei den meisten Denimstoffen Standard ist.
Um 1920 kam der Begriff Blue Jeans (durch die Indigofärbung) auf. In den 1930er Jahren wurde der Hosenträger vom Gürtel abgelöst. Amerikanische Soldaten brachten sie nach dem Zweiten Weltkrieg nach Europa. 1948 wurden Jeans erstmals in Europa von der 1932 gegründeten L. Hermann Kleiderfabrik in Künzelsau hergestellt. 1953 wurden die ersten Jeans für Frauen in Europa hergestellt. Sie hießen Girls-Camping-Hose und hatten den Reißverschluss an der Seite. 1958 firmierte die L. Hermann Kleiderfabrik in Mustang um.
In den 1950er Jahren entdeckten auch Jugendliche die Jeans als Symbol des Protests gegen Tradition und Autorität. Jeans (in Deutschland seinerzeit manchmal auch Texashose genannt) galten als „Symbole gewalttätiger Unreife und mutwilliger Herausforderung der Konventionen“. Durch Filmstars wie James Dean und Marlon Brando wurde ihr Bekanntheitsgrad weiter gesteigert.
In der DDR gab die Jeans Anlass für Schulverweise und Klubhausverbote. Später wurde sie durch die volkseigene Produktion in den 1980er Jahren zu der Freizeithose schlechthin, mit den Marken Boxer, Wisent und Shanty.
Bekannte Jeansmarken sind unter anderem Levi’s, Lee, Wrangler, Mustang, H.I.S Jeans, Diesel, Pioneer, Replay, G-Star, 7 for all mankind, Miss Sixty, Mavi Jeans, Pepe Jeans London oder True Religion. Außerdem werden von vielen Designermarken wie Armani oder Joop teure Designerjeans angeboten. Als zeitloser Klassiker gilt die Levi’s 501 mit Nietenknöpfen.
In den 1990er Jahren kamen traditionsreiche Jeanshersteller wie Levi’s in eine Krise, da die Jugendmode sich eher auf sackartige Skaterhosen, die Baggy Pants, konzentrierte. Viele Jeanshersteller gründeten Zweitlabel, um an diesem Trend teilzuhaben.

## Stilrichtungen und Passformen

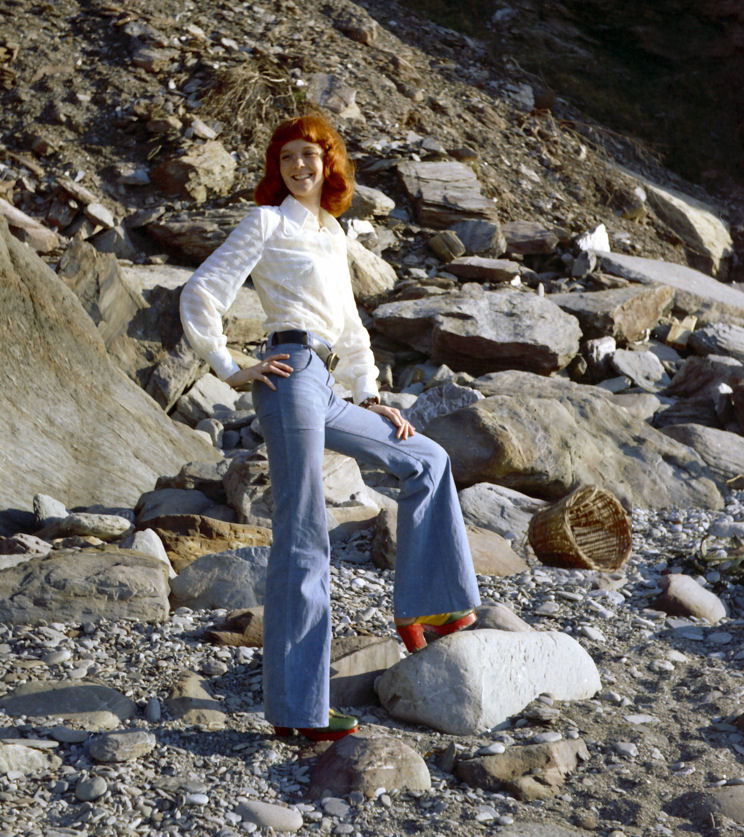
Schlagjeans

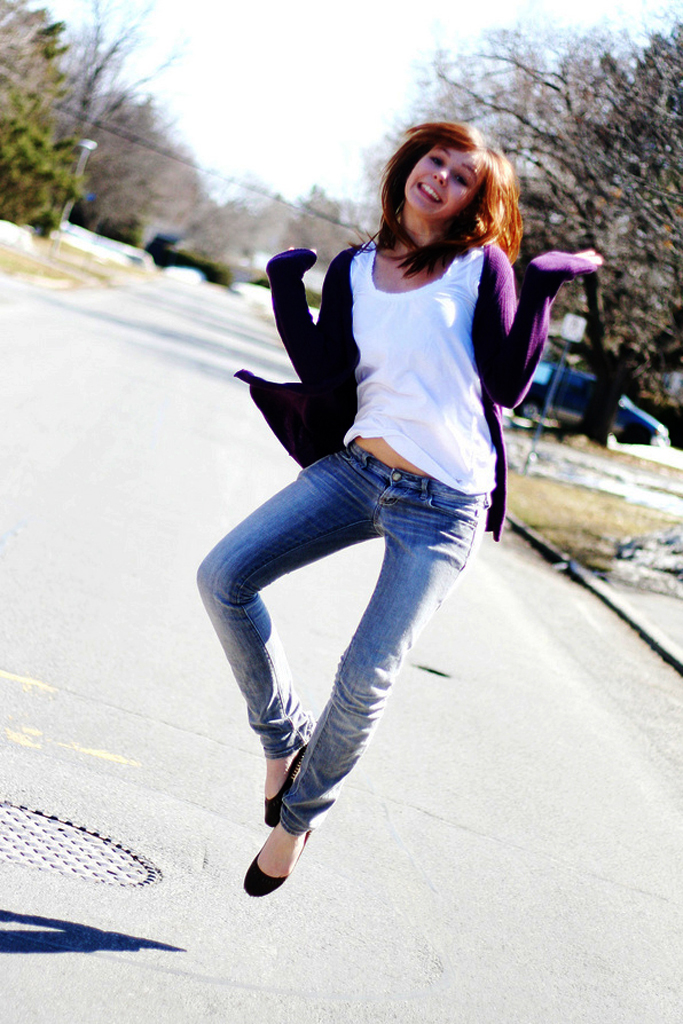
Skinny-Jeans

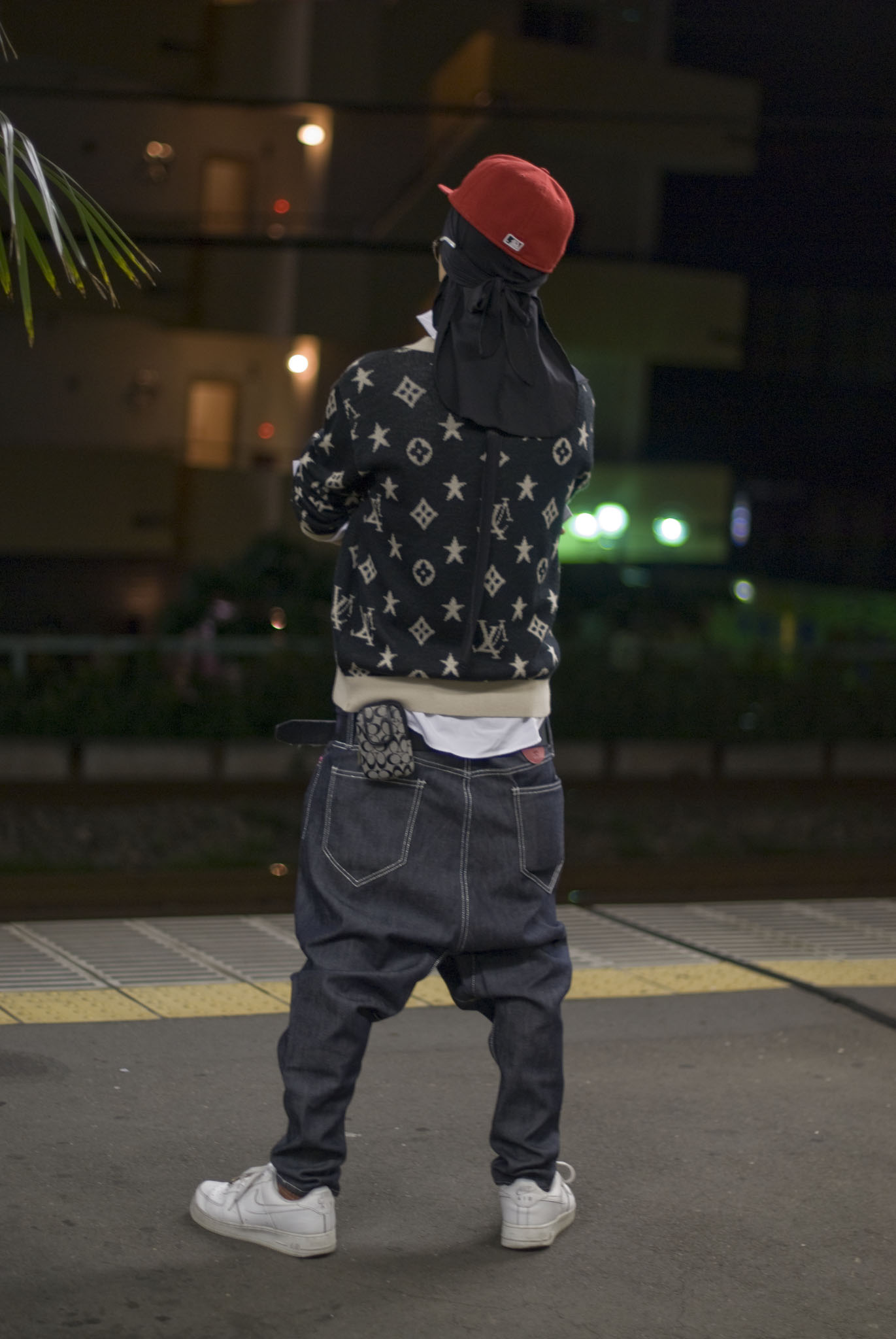
Baggy-Jeans

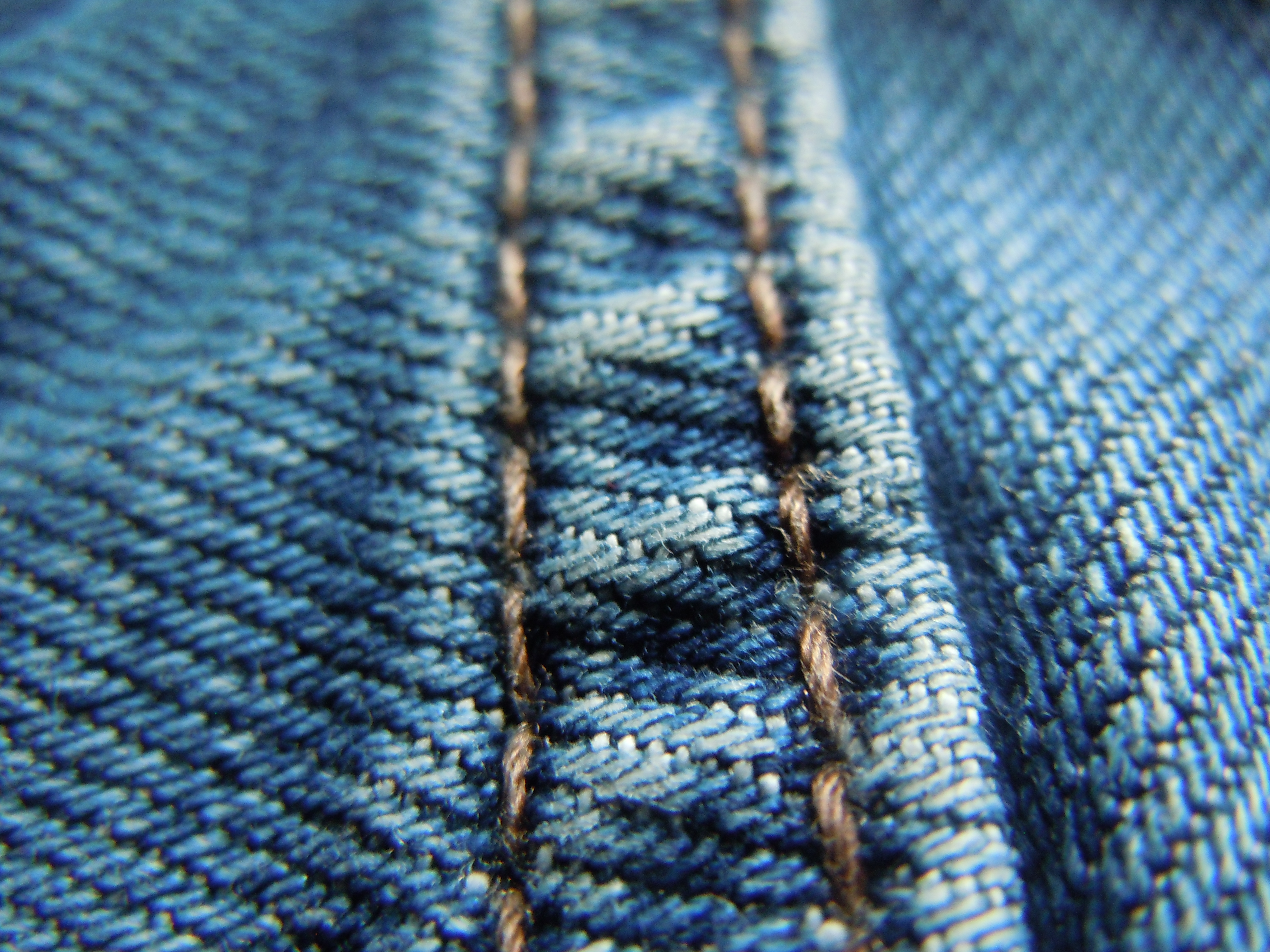
Breite Jeans-Naht

### Einweichen neuer Ware
Der Jeansstoff war oft nicht vorgewaschen, wodurch neue Jeans zunächst sehr steif und wenig bequem zu tragen waren. Erst nach mehrmaligem Waschen wurde der Jeansstoff weicher, und wenn sich der Stoff durch längeres Tragen etwas geweitet hatte, waren die Jeans angenehm zu tragen. Vor allem unter Jugendlichen hat sich das Eintragen neuer Jeans zu einer Art Ritual entwickelt, bei dem Jeans am Körper eingeweicht werden, sei es in der Badewanne oder beim Baden im offenen Meer. Anschließend werden die Jeans am Körper getrocknet, wodurch sich der Stoff den Körperformen anpasst. Durch diese Behandlung und durch langes Tragen erhalten die ursprünglich gleichmäßig dunkelblauen Jeans ein typisches Aussehen, das durch helle Falten am Unterkörper und an den Knien geprägt ist. Am Gesäß und an den Oberschenkeln wird der Stoff durch Abnutzung heller.
Jeans unterscheiden sich insbesondere in den Passformen:

### Schlagjeans
In den 1970er Jahren waren vor allem Jeans im Schnitt von Schlaghosen verbreitet, die auch Bell-Bottoms genannt wurden. Solche Jeans sind am Unterkörper und an den Oberschenkeln sehr eng geschnitten, werden jedoch unterhalb der Knie erheblich weiter. Je nach Fußweite kann das Hosenbein den kompletten Schuh bedecken.

### Röhren- und Skinny-Jeans
Die typische Passform seit Ende der 1970er Jahre waren sogenannte Röhrenjeans mit auf der gesamten Länge eng geschnittenen Hosenbeinen. Jeans dieser Art gab es unter anderem von Wrangler, Paddocks und US Top. Zwei typische Modelle sind die Levis 631 und die noch enger geschnittene Levis 639. Einige Jeansmodelle hatten eine sehr kleine Fußweite und saßen an den Waden ebenso eng wie an den Oberschenkeln. Dazu gehören beispielsweise die Modelle Levis 613, die Wrangler Kansas und das Modell Ultraslim des japanischen Herstellers Big John.
Als Beispiel ein Vergleich zwischen einigen Röhrenjeans in Größe W30: das Modell Lee Phoenix hat in dieser Größe eine Fußweite von 37 cm, die Modelle 611 und 534 von Levis haben ungefähr 36 cm, die Levis 631 hat 35 cm, die Modelle 613 und 639 von Levis jeweils um 33 cm und am engsten ist die Big John Ultraslim mit nur 31,5 cm Fußweite. Andere Jeansmodelle hatten Reißverschlüsse am Ende der Hosenbeine, um das Anziehen zu erleichtern. Als Skinny-Jeans werden Jeans bezeichnet, die durch Stretchgewebe noch enger sitzen als Röhrenjeans. Seit den 2010er Jahren sind sie weit verbreitet.

### Karottenjeans
In den 1980er Jahren fanden zunehmend Jeans Verbreitung, die wegen ihres Schnitts Karottenhosen genannt werden, mit hohem Bund und mit nach unten konisch zulaufendem Schnitt: unterhalb des Gesäßes weit bis sehr weit, am Beinende eng geschnitten, ab mittlerer Höhe des Oberschenkels werden die Hosenbeine kontinuierlich schmaler. Diese Art Jeans war auch unter Poppern sehr beliebt und wurde darüber hinaus oft als Designerjeans zu hohen Preisen angeboten. In den 2010er Jahren kam mit dem sog. Tapered-Leg-Schnitt ein ähnlicher Schnitt wieder in Mode.

### Baggy Pants
Baggy Pants sind Jeans, die nicht in der Taille, sondern tief unten an der Hüfte sitzen, so dass teilweise die Unterhose sichtbar wird. Baggy Pants waren in den 2000er Jahren in der Hip-Hop-Szene beliebt. Sie wurden oft mit darunter getragenen Boxershorts kombiniert.

### Shaping-Jeans
Seit den 2010er Jahren wurden verbesserte Webtechniken entwickelt und damit Jeansstoffe mit höherem Stretchanteil hergestellt, die neben den figurbetonenden Schnitten einer Stretchjeans als figurformende Jeans angeboten werden. Derartige Jeans werden im Handel als Shaping- oder als Shape-Up-Jeans bezeichnet, bestehen aus hochelastischem, meist festem Denim und sollen Beine und Po modellieren. Teilweise sind nur die Oberschenkel und der Po mit anderer Webtechnik ausgeführt.

### Jogging-Jeans
Jogging-Jeans sind Jeans, deren Schnitt sich an Jogginghosen orientiert. Sie haben in der Regel oben und/oder an den Knöcheln einen Strick-Bund (bzw. -Bündchen) oder einen Gummizug. Sie tauchten in den 1980er Jahren und in den 2010er Jahren auf dem Modemarkt auf.

### Boyfriend-Jeans
Boyfriend-Jeans sind Jeans für Damen, die weiter geschnitten sind und deren Haupteigenschaft der lockere Sitz auf der Hüfte und ein weites Bein sind, das oft umgekrempelt wird. Der Stil der Jeans soll, wie der Name sagt, wie eine „Jeans ihres Freundes“ aussehen. Der Boyfriend-Style wurde in Hollywood zum Beispiel von Katie Holmes Ende 2008 geprägt und schnell von Designerjeanslabels aufgegriffen. Seit 2009 ist er ebenso bei anderen Jeansmarken und den eigenen Kollektionen von Modeketten im Programm zu finden.

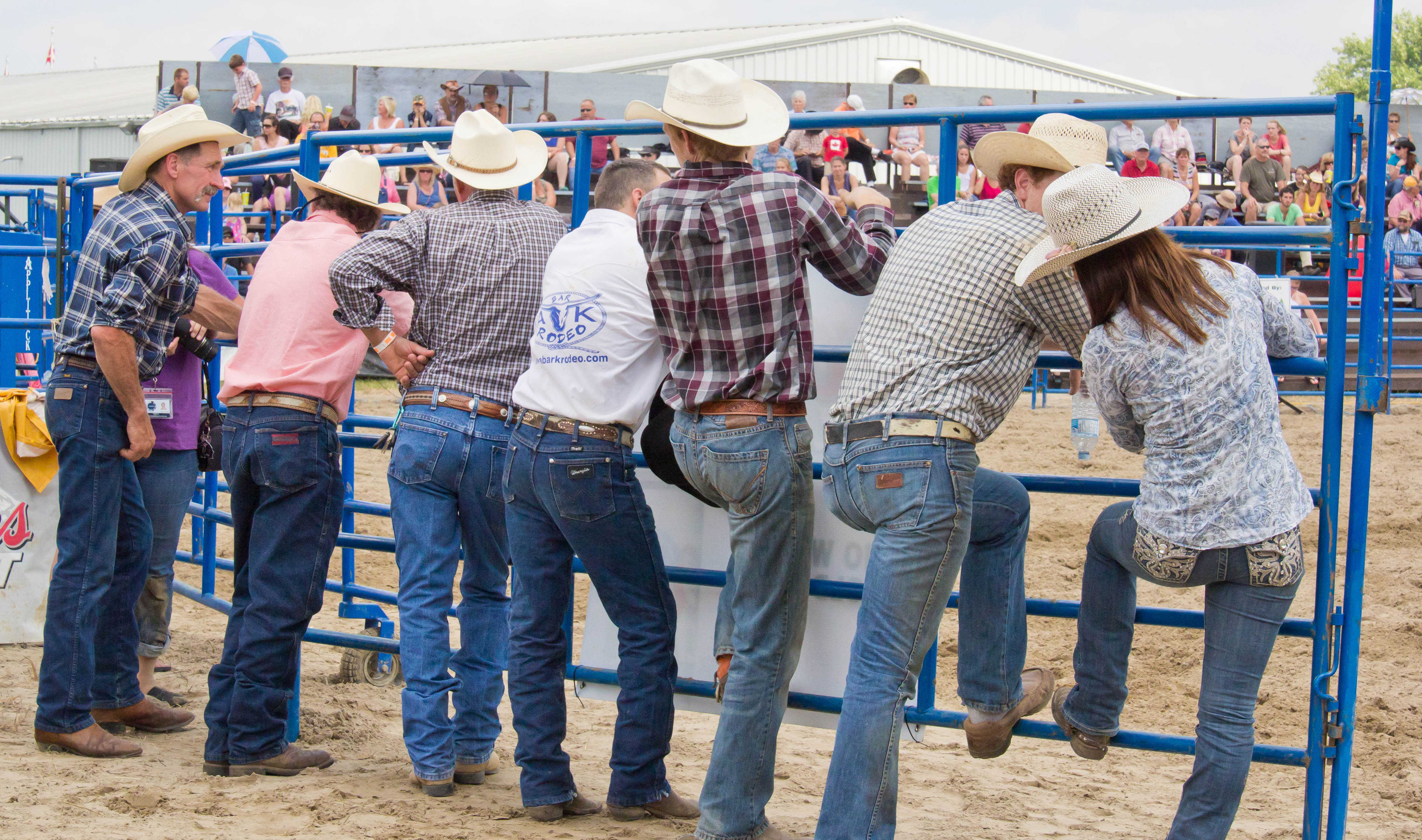
Zum Reiten geeignete Jeans mit flachen Nähten an der Beininnenseite. Die typische breite Jeansnaht ist auf der Beinaußenseite.

### Reitjeans
Beim Westernreiten werden häufig normale Jeans verwendet, bei denen die flache Naht an der Beininnenseite verhindert, dass die Naht beim Reiten auf der Haut des Reiters oder der Reiterin scheuert.
Spezielle Reitjeans werden und anstelle normaler Reithosen getragen. Mit normalen Jeans haben sie vor allem den Denim-Look gemeinsam. Wie Reithosen haben sie keine oder eine speziell verarbeitete Naht an der Beininnenseite, um Scheuerstellen zu vermeiden. Reitjeans haben oft eine zusätzliche Lage Stoff an der Beininnenseite von Kniehöhe an abwärts, oder einen Lederbesatz wie bei normalen Reithosen. Der Schnitt von Reitjeans ist entweder wie bei einer Reithose durchgehend hauteng bis zu den Füßen, um die Reitjeans zu normalen Reitstiefeln tragen zu können, oder etwas weiter im Stil einer Jodhpurhose.

## Material
Denim ist ein robuster Baumwollstoff, der mit einem indigoblauen, grauen oder weiß gesprenkelten Garn gewebt wird. Beim Jeansmaterial wird das Gewicht in Unzen (oz.) pro Quadratyard angegeben. Neben den Varianten des traditionellen Jeansstoffes wurden und werden Hosen im Schnitt von Jeans aus anderen Materialien gefertigt. Lederhosen werden unter der Bezeichnung Lederjeans angeboten. Der Schnitt entspricht entweder einem bestimmten Jeansmodell, häufig der Levis 501, oder einer typischen Passform, zum Beispiel der von engen Röhrenjeans. Einige Marken bieten ihre Jeansmodelle zusätzlich in einer Kunstlederausführung an. Hat der verwendete Kunststoff eine glatte, glänzende Oberfläche, wird die Hose als Lackjeans bezeichnet. Der Kunststoff ist oft PVC.
Bei Stretchjeans wird ein kleiner Teil der Baumwollfäden des Jeansstoffes durch elastische Fasern ersetzt. Sie wurden zunächst ab den 1980er Jahren nur in engen Schnitten gefertigt. Später wurden auch weitere Jeans aus Stretchmaterial hergestellt, wobei die Bequemlichkeit des Tragens im Vordergrund steht. Engen Stretchjeans verwandt sind die Jeggings.
Als hyperflex, hyperstretch oder hypersculpt werden Jeans bezeichnet, die sich durch besondere Elastizität auszeichnen. Derartige Jeans wurden ab den 2010ern vermehrt im Handel angeboten. Kennzeichnend ist, dass sie in alle Richtungen dehnbar sind, was durch neue Webtechniken erreicht wird. Dafür hat sich auch der Begriff „4-Wege-Stretch“ etabliert. Diese Jeans passen sich noch besser an den Körper an, wodurch einerseits die Schnitte enger werden konnten, andererseits bieten sie auch bei weiter geschnittenen Jeans mehr Bewegungsfreiheit.
Wegen des Materials, aus dem sie bestehen, werfen Jeans beim Waschen in der Waschmaschine eine große Menge Mikrofasern ab, die die Großen Seen und die Arktis stark verschmutzen.

## Verschluss

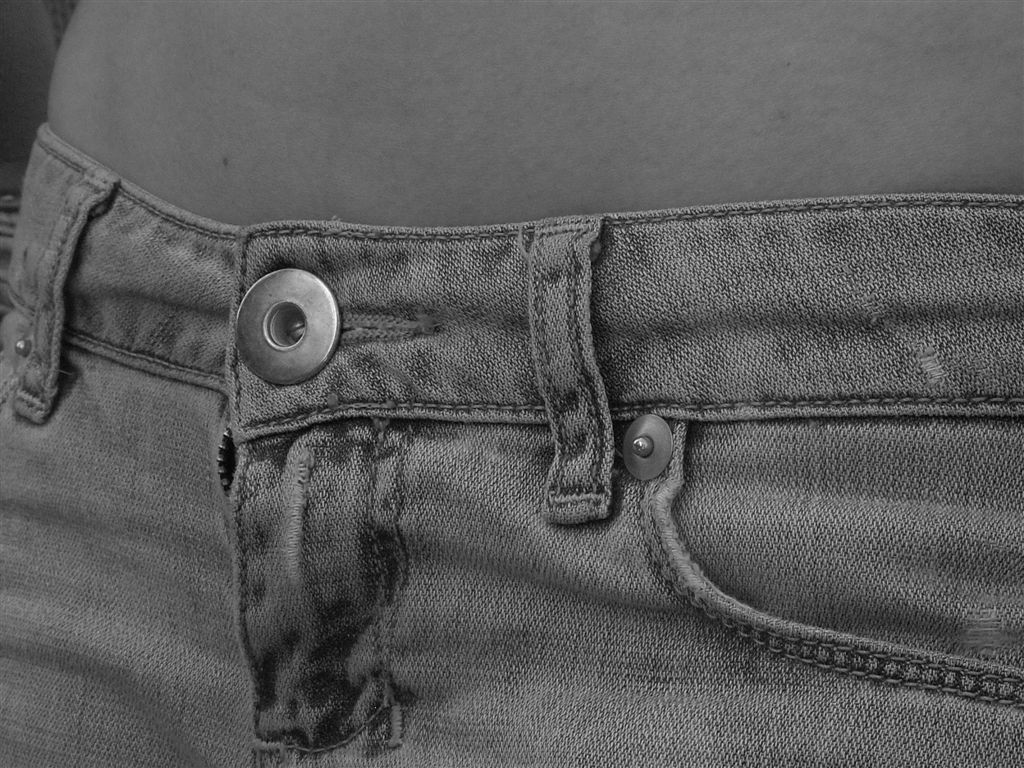
Bund einer Jeanshose

Ursprünglich wurden Jeans mit Knöpfen geschlossen (Button-Fly), was sich noch in vielen lang etablierten Modellen alteingesessener Hersteller widerspiegelt. Aus Gründen des Komforts gibt es jedoch hauptsächlich Jeansmodelle mit einem Reißverschluss (Zip-Fly) und einem Hosenknopf aus Metall, seltener mit Reißverschluss und mehreren Knöpfen am hohen Bund. Bei manchen Jeansmodellen sitzt der Reißverschluss nicht vorne, sondern ist an der Seite oder hinten angebracht. Selten sind Reißverschlüsse und Knopfleisten offen sichtbar angebracht.

## Größenangaben
Bei den Größenangaben dominiert die US-amerikanische Bezeichnungsweise, bei der die Bundweite der Hose – also nicht die Taillenweite der Person, denn die Hose sitzt tiefer – sowie die an der Innennaht gemessene Schritthöhe (inseam length) in Zoll angegeben werden. Die Bundweite in Zoll wird als Zahl nach dem Großbuchstaben W (engl. waist), die Länge in Zoll nach dem Großbuchstaben L (engl. length) genannt. Oft findet sich diese Angabe auch ohne die Buchstaben, zum Beispiel als 34/32 oder 34x32 für eine Weite von 34 in und eine Länge von 32 in. Die Weite wird bis Größe 34 in Ein-Zoll-Schritten gestuft, danach in 2-Zoll-Schritten und die Länge meist in Zwei-Zoll-Schritten auf geraden Zahlen wie 30, 32, 34 und 36. Die Angabe deutscher Kleidergrößen ist bei Jeans wenig verbreitet.

## Waschungen
Während Jeans zunächst nur in Dunkelblau erhältlich waren, wurde es seit den 1980er Jahren zunehmend beliebt, Jeans chemisch oder mechanisch zum Beispiel durch Waschen mit Steinen zu bleichen. Seit dieser Zeit sind Jeans in diversen hellen Blautönen bis hin zu nahezu weißem Stoff erhältlich. Außerdem gibt es verschiedene optische Effekte durch Waschungen wie stone washed, moon washed oder mouth washed, die zum Teil darauf abzielen, Jeans schon beim Kauf gebraucht aussehen zu lassen (Used-Look). Dabei kommen Sandstrahler zum Einsatz. Die Technik ist in der Türkei verboten, da sie bei den Arbeitern Silikose verursachen kann und dort zu 54 dokumentierten Todesfällen führte. Die Technik wird immer noch in Ländern wie Bangladesch, Ägypten, China, Brasilien und Mexiko weitergeführt. Es gibt Bestrebungen, auf umwelt- und gesundheitsschonende Verfahren umzusteigen (z. B. Old Blue-Washed).
| Waschungsstil   | Aussehen/Methode                                                                                |
| --------------- | ----------------------------------------------------------------------------------------------- |
| Authentic       | Spezielle Art des Used-Looks, bei der die Jeans sandgestrahlt und mit Bimsstein gewaschen wurde |
| Acid-Washed     | Waschung mit gechlortem Bimsstein, um so starke Kontraste zu erreichen                          |
| Bleached        | Gebleichte Jeans                                                                                |
| Moon-Washed     | Jeans, deren Muster an die Mondlandschaft erinnert                                              |
| Old Blue-Washed | Jeans, bei der durch spezielle Waschung ein gelblicher Used-Look erzeugt wurde                  |
| Rinse-Washed    | Sehr dunkle Jeans                                                                               |
| Sand-Washed     | Weiche Jeans, die mit kleinen Bimssteinen gewaschen wurde                                       |
| Stone-Washed    | Klassischer Used-Look                                                                           |

## Historische Entwicklung

### 1852
Nach der Erfindung der Jeans durch Jacob Davis und Levi Strauss verbreitete sich die Arbeitshose von San Francisco sehr schnell in Nordamerika bei Cowboys, Farmern, Eisenbahnleuten, Handwerkern und Schwerarbeitern. Jeans wurden ebenfalls von der 1889 gegründeten Firma The H. D. Lee Company hergestellt und waren als praktische, strapazierfähige und preiswerte Arbeitshosen sehr beliebt, später kamen Jeansjacken und Jeanshemden hinzu. Mit dem aufkommenden Wohlstand in den Städten an der Ostküste der USA kamen Jeans ab 1920 als Freizeithose zum Einsatz, als reiche Leute sich Cowboyferien auf den „Dude Ranches“ im Westen leisteten. Dabei wurde ein erstes Frauenmodell (Levis Lady L) hergestellt. Aber im Wesentlichen waren bis in die 1950er Jahre Jeanshosen und Jeansjacken in wenigen Unisex Standardformen erhältlich (Straight cut, Boot cut, untaillierte Jacken). Während des Zweiten Weltkrieges war Jeanskleidung als Bestandteil der Armeeuniform für Reparatursoldaten sehr limitiert und schwer erhältlich.

### 1950er Jahre
In der Nachkriegszeit, seit etwa 1955 verbreiteten sich die nach Kriegsende überschüssigen Armeejeansbestände von Levis, Lee und Wrangler in Westeuropa über Army Surplus Shops und wurden von den jungen Leuten als Abgrenzungs- und Protestelement aufgenommen (Halbstarkenszene). Bei den ersten Jugendgruppen waren „Raw Denim Jeansjacken“ mit selbst gemachten Nietenbeschlägen, Patches, Fransen usw. zunehmend beliebt, was in den 1960er und 1970er Jahren von den Rockergruppen und anderen Gangs übernommen wurde. Bei gewissen Gangs wurden die Originaljeansjacken mit Bier oder anderen Flüssigkeiten übergossen oder in Morast gelegt und durften über die gesamte Zeit nie gewaschen werden. Westeuropa zusammen mit Japan bildete im Vergleich zu Nordamerika bezüglich Jeans von Anbeginn eine Hochpreisinsel, was, abgesehen von Kaufhausjeans, bis heute so geblieben ist.

### 1960er Jahre
Neben dem aufkommenden Wohlstand in den Industrieländern inklusive zunehmendem globalen Handel verhalfen die gesellschaftlichen Um- und Aufbrüche über Film, Musik und Jugendprotest der ursprünglichen Arbeitshose endgültig zum Durchbruch als Symbol- und Kultobjekt bei den jungen Leuten, was den Marken, Levis, Lee und Wrangler zu großem Erfolg verhalf. Gleichzeitig kamen in Europa die ersten Produkte auf (Mustang in Deutschland, Lois in Spanien, Lee Cooper in England/Frankreich, Rifle in Italien).

### 1970er Jahre
Zu Beginn der 1970er Jahre erreichten die Schlagjeans ihren Höhepunkt. Zudem verbreiteten sich die Jeans in Europa von der Arbeits- und Freizeithose zum Alltagsobjekt. Damit einhergehend explodierte die Marken- und Stilvielfalt bezüglich Farben und Stoffarten (Cordhosen, dünnere und dickere Stoffe bis 32 oz, gestreifte Jeans). Jeans verbreiteten sich auf der ganzen Welt. In Japan begannen erste Hersteller, spezielle Raw-Denim-Jeans in guter Qualität herzustellen.

### 1980er Jahre
Eine Besonderheit der 1980er Jahre sind spezielle Damenjeans mit sehr hoch sitzendem Bund und zugleich engem Schnitt am Unterkörper. Die Passform dieser Damenjeans wird in der Literatur als den „Po betonend und in der Taille eng und einschnürend sitzend“ bezeichnet. Typisch für diesen Schnitt ist unter anderem die Länge der Schrittnaht, gemessen von der Oberkante der Jeans über den Reißverschluss, durch den Schritt bis zur Oberkante der Jeans hinten. Klassische Röhrenjeans mit normaler Bundhöhe wie die Levis 639 haben in Größe W30 L34 eine Schrittnaht von etwa 63 cm Länge. Das Modell 737 von Levis bringt es dagegen auf 71,5 cm. Bei ansonsten gleicher Kleidergröße sitzt der Gürtel bei der Levis 737 also 4 cm höher.
Mit der industriellen Modernisierung in der Textilindustrie zur hochentwickelten Massenproduktion wurden die alten Webstühle entsorgt. Ein Teil davon wurde von japanischen Unternehmen übernommen, die so authentisch wie möglich, originale Raw-Denim-Modelle herstellen. Dabei wurden sowohl alte Standardmodelle kopiert (Vintage Repros) als auch neue eigene Modelle unter Verwendung hochwertiger Stoffe entworfen. Diese Produkte im Hochpreissegment verbreiteten sich ab den 1990er Jahren auch in Europa.

### 1990er Jahre
In den 1990er Jahren verschwanden enge Röhrenjeans nach und nach vom Markt. Der Modetrend ging zu weit geschnittenen Modellen unter Bezeichnungen wie Baggy Jeans oder Skater Jeans.
Daneben erlebte die Schlaghose eine Renaissance. Wie bereits in den 1970er Jahren wurden Hosen mit geradem oder engem Bein kurzerhand am Saum aufgetrennt und mit bunten Stoffeinlagen zur Schlaghose umgenäht. Außerdem entwickelte sich in den 1990er Jahren der Trend, die Jeans an der inneren Naht am unteren Bein circa fünf Zentimeter aufzutrennen. Diese Art von Hose sowie die Schlaghosen wurden bevorzugt zu Buffalo Boots getragen.

### 2000er Jahre
Eine Neuauflage der Jeansmode der 1970er und 1980er Jahre war die weitere Entwicklung. Röhrenjeans werden wieder angeboten und erleben als Gebrauchtartikel ihre Nachfrage. Vor allem kamen Hüftjeans (Hüfthose) auf den Markt, deren Hosenbeine im Stil der 1970er Jahre geschnitten sind und an den Oberschenkeln eng anliegen und eine große Fußweite haben. Der Gürtel sitzt sehr tief. Die bei engen, dunkelblauen Jeans durch das Tragen entstehende charakteristische Optik wird bei vielen Jeansmodellen künstlich durch Bleichen oder gezielte mechanische Abnutzung, meist durch Sandstrahlen nachgeahmt, wobei Tragefalten durch weiße Striche angedeutet werden.

### Seit 2010er Jahre

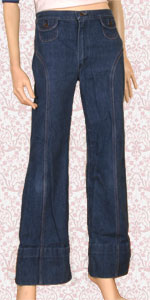
High-waisted-Jeans

Neben unzähligen Formen, Stilen, Farben, Waschungen, Stofftypen werden weiterhin auf alle Arten künstlich behandelte Hosen hergestellt. Dabei sind industriell zerfetzte oder verschmutzte Hosen mit Pseudoflicken erhältlich. In Nordamerika, Japan und Mittel-/Nordeuropa sind im Hochpreissegment die dunklen ungewaschenen Raw-Denim-Stoffe oder zusätzlich gewachste Jeans begehrt.
Außer den Schlagjeans kamen die Röhrenjeans zurück. Viele Designermarken bieten Jeans im engen Röhrenschnitt an. Manche Modelle kombinieren hauteng geschnittene Hosenbeine mit dem sehr niedrig sitzenden Schnitt einer Hüfthose und verfügen über Reißverschlüsse an den Fußenden, um das Anziehen zu erleichtern. Im Gegensatz zu den Röhrenjeans der 1980er Jahre ist das Material überwiegend Stretch. Auch die hochgeschnittenen Jeans (High-waisted) erlebten eine Renaissance.
Im Gegensatz zu früheren Jahrzehnten, als wenige Jeansmodelle lange auf dem Markt waren, gibt es bei den für Mädchen und Frauen angebotenen Jeans eine große Anzahl schnell wechselnder Modelle. Variationen sind die Bundhöhe, zusätzliche Nähte, gedrehte Beinnähte und sonstige Applikationen an den Beinen; weitere Abwandlungen betreffen Taschen und Gürtelschlaufen, die auch ganz fehlen können. Manche Modelle haben den Reißverschluss nicht vorne, sondern an der Seite oder hinten.

## Wirtschaftliche Aspekte
Das weltweite Marktvolumen für Jeans-Stoffe wurde für das Jahr 2022 auf 27,1 Milliarden US-Dollar geschätzt.

## Sexuelle Aspekte

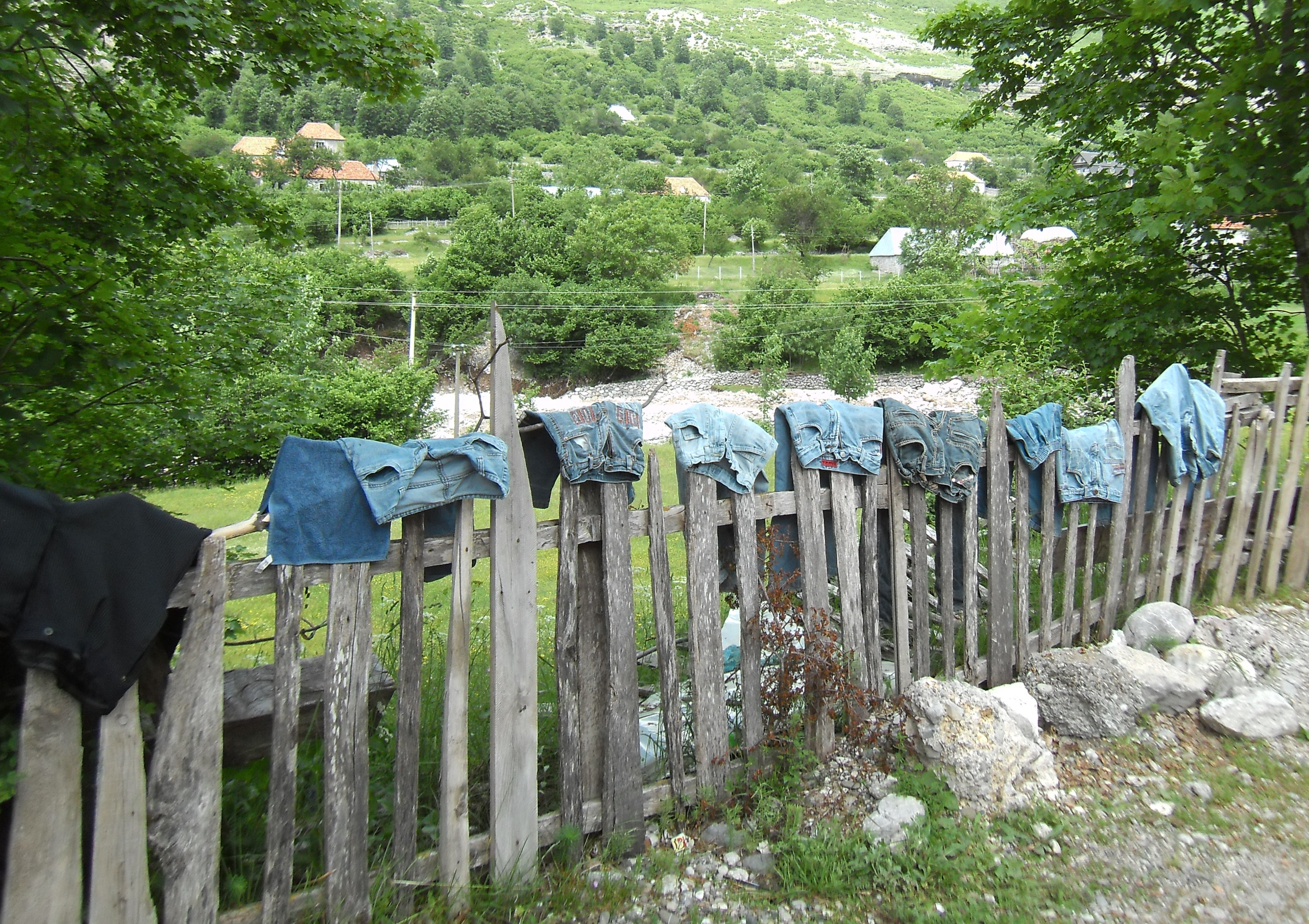
Jeans beim Lufttrocknen

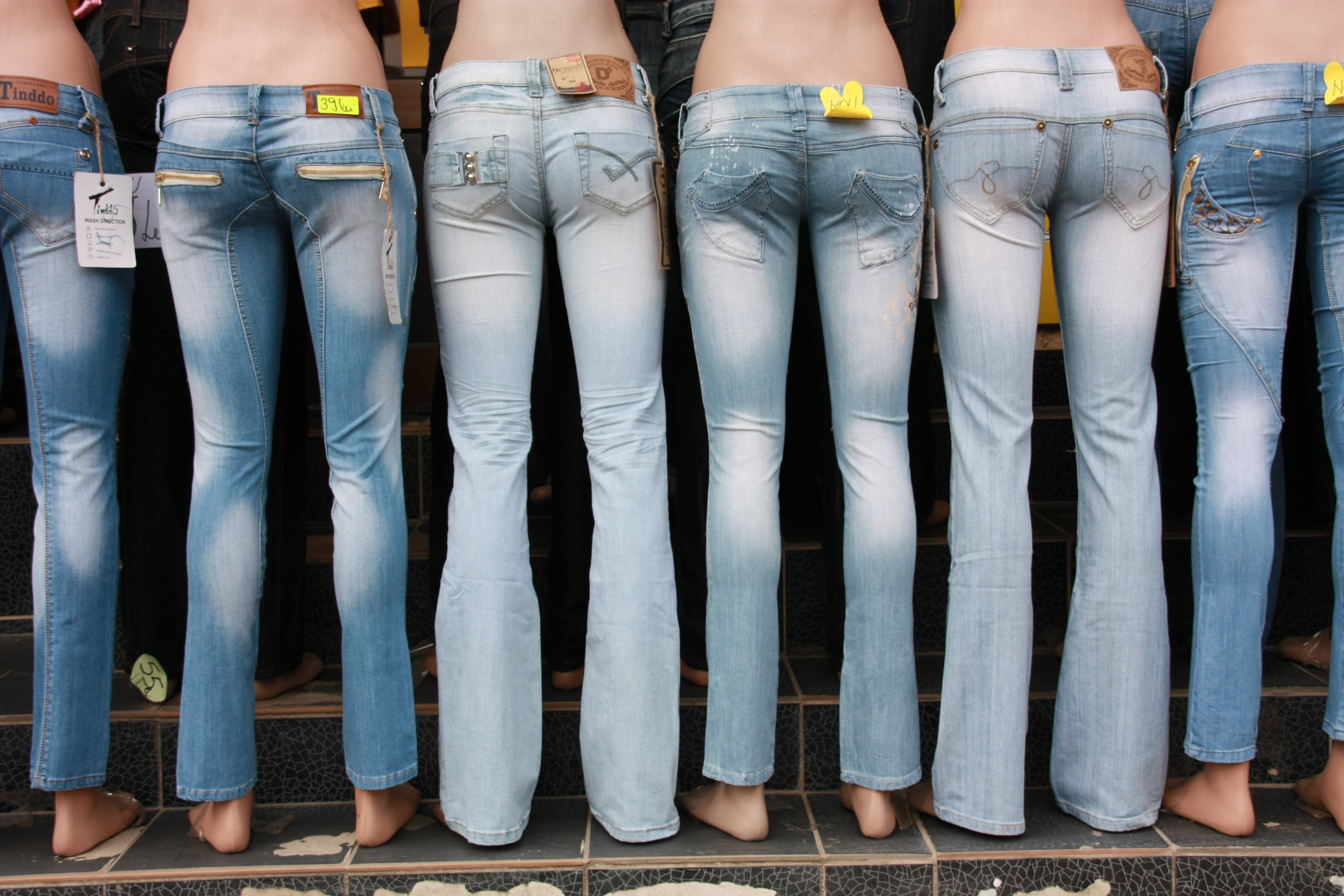
Schaufensterpuppen in Jeans

Der je nach Epoche sehr enge und körperbetonende Schnitt von Jeanshosen kann einen explizit sexuellen und erotischen Charakter haben, und zwar sowohl bei Frauen als auch bei Männern. So stellt der Band von Doris Schmidt unter der Überschrift „Jeans als Symbol für Männlichkeit“ fest: „[…] scheinen die Cowboys ihre Jeans auch absichtlich so enganliegend und damit körperbetonend getragen zu haben, um durch das Zurschaustellen ihrer durchtrainierten Beine Frauen zu beeindrucken.“ Dieser körperbetonende Sitz enger Jeans wurde beispielsweise auch auf dem Cover der 1971 erschienenen LP Sticky Fingers von den Rolling Stones gezeigt.
Bezogen auf Frauen als Jeansträgerinnen wird in der Literatur eine „massive Körperbetonung“ durch Jeans mit „bis unters Knie sehr eng geschnittenem Bein“ und „hautengem Sitz am Po“ dokumentiert. Die den „Po betonenden und in der Taille eng und einschnürend sitzenden Jeans“ würden die weiblichen Körperformen nicht nur nachzeichnen, sondern „konstruierte Frauenformen“ produzieren und damit eine dem Korsett ähnliche Funktion erfüllen. Die Merkmale dieser „körperbetonenden und erotischen Jeans“ sind für einen Teil der Träger ausschlaggebend. In einer Umfrage aus dem Jahr 1980 nannten 3,3 Prozent der befragten Personen den engen Sitz als Grund für das Tragen von Jeans.
Mit der sehr engen Passform wurde beispielsweise in den 1980er Jahren geworben. Das ist in einem Levis-Werbespot dokumentiert, dass es seit den 1960er Jahren praktiziert wird, mit „Jeans in die Badewanne zu steigen [um damit] die Körperformen nachzuzeichnen“. Diese Personengruppe scheint es zu bevorzugen, dass Jeans ihre normale Funktion als Kleidungsstück nicht mehr erfüllen, weil die „schmalen Hosenbeine […] so eng anliegen, dass sie die Bewegungsfreiheit einschränken.“ An anderer Stelle heißt es: „Die zu engen Jeans verhindern eine ausreichende Hüftbeugung, so dass sich der Jeansträger nicht normal auf einen Stuhl setzen kann. Er sitzt auf dem vorderen Drittel des Stuhls und lehnt sich mit den Schultern an die Lehne.“